# Eddie Fisher
Edwin Jack Fisher (10 august, 1928 – 22 septembrie, 2010) a fost un cântăreț și actor evreu-american. S-a numărat printre cei mai populari artiști din prima jumătate a anilor '50, vânzând milioane de albume și găzduind propriul show TV.
Fisher a divorțat de prima lui soție, actrița Debbie Reynolds, pentru a se căsători cu prietena ei, Elizabeth Taylor, care rămăsese văduvă după ce soțul său, producătorul de film Mike Todd, murise într-un accident aviatic. Aventura a fost vast disecată de presă, aducând un val de publicitate negativă asupra lui Fisher. Acesta s-a căsătorit mai apoi cu actrița din Brooklyn, Connie Stevens. Fisher a avut cu Reynolds doi copii, pe Carrie și Todd Fisher și, tot doi copii cu Stevens, pe Joely și Tricia Leigh Fisher.

## Copilăria
Fisher s-a născut în Philadelphia, Pennsylvania, pe 10 august 1928, al patrulea din șapte copii, ca fiul Gittei Kathrine „Kate” Tisch (născută Minicker, 1901-1991) și a lui Joseph Fisher (1900-1972), ambii evrei imigranți din Rusia. Numele de familie original al tatălui său era Tisch, dar a fost schimbat odată cu recensământul american din 1940. Fisher era poreclit Sonny Boy, după melodia cu același nume din filmul The Singing Fool (1928). Frații și surorile sale se numeau Sidney, Nettie, Miriam, Janet, Alvin și Eileen. Părinții lui Fisher divorțează când acesta este adult, dupa 33 de ani de căsnicie, Kate urmând să se căsătorească cu Max Stup.
Fisher a studiat la Thomas Junior High School, South Philadelphia High School și Simon Gratz High School. Se face remarcat cu vocea sa încă din școală, câștigând numeroase concursuri pentru amatori. Își face debutul la radio la stația locală din Philadelphia, WFIL. Cântă, de asemenea, în cadrul popularului program radiofonic Arthur Godfrey's Talent Scouts. Devenind o stea locală, Fisher abandonează liceul în clasa a XII-a pentru a se concentra pe carieră.

## Cariera
Fisher era crooner în formațiile instrumentiștilor Buddy Morrow și Charlie Ventura la momentul întâlnirii sale cu Eddie Cantor, în 1949. Acesta îl invită să cânte în emisiunea sa de la radio, transformânu-l peste noapte într-un idol al întregii națiuni. Fisher urmează să semneze un contract cu RCA Victor.
În 1951, Fisher este recrutat în Armata Statelor Unite ale Americii. Este instruit militar la Fort Hood, Texas și servește timp de un an în Coreea. Între 1952 și 1953, este tenor și solistul oficial al Formației Armatei Americane. În aceeași perioadă are apariții televizate, prezentându-se în uniformă. După serviciul militar, Fisher începe să cânte în cluburi de noapte de top și devine gazda emisiunii de varietăți de pe NBC, Coke Time with Eddie Fisher (1953-1957). El mai apare ca invitat în The Perry Como Show, Club Oasis, The Martha Raye Show, The Gisele MacKenzie Show, The Chesterfield Supper Club și The George Gobel Show și, găzduiește o a doua emisiune, intitulată The Eddie Fisher Show (1957-1959). În 1958, Fisher câștigă un Glob de Aur pentru performanță în domeniul televiziunii.
Între 1950 și 1956, Fisher a avut 17 cântece ajunse în primele 10 locuri ale clasamentelor muzicale și 35 în top 40. Printre succesele sale se numără Wish You Were Here, I'm Walking Behind You și I Need You Now.
În 1956, Fisher joacă alături de soția sa, Debbie Reynolds, în comedia Bundle of Joy. Joacă un rol dramatic în filmul din 1960, Butterfield 8, cu a doua soție, Elizabeth Taylor. Pe fondul scandalului mediatic, NBC anulează emisiunea The Eddie Fisher Show în martie 1959.
Fisher a fost onorat cu două stele pe Hollywood Walk of Fame, una pentru înregistrările audio și cealaltă pentru cariera în televiziune.

## Viața personală
| Imagine indisponibilă                 |  | Imagine indisponibilă                                 |
| Eddie Fisher și Debbie Reynolds, 1955 |  | Fisher și a doua lui soție, Elizabeth Taylor, în 1961 |

Eddie Fisher a avut cinci mariaje și patru copii:
- Debbie Reynolds (c. 1955–div. 1959)
  - Carrie Fisher (n. 1956–d. 2016)
  - Todd Fisher (n. 1958)
- Elizabeth Taylor (c. 1959–div. 1964)
- Connie Stevens (c. 1967–div. 1969)
  - Joely Fisher (n. 1967)
  - Tricia Leigh Fisher (n. 1968)
- Terry Richard (c. 1975–div. 1976)
- Betty Lin (c. 1993 – 15 aprilie, 2001; moartea ei)

În 1981, Fisher publică autobiografia Eddie: My Life, My Loves. Scrie o altă carte de memorii în 1999, intitulată Been There, Done That. A doua lucrare acordă mai puțină atenție asupra carierei solistului, concentrându-se pe relațiile sale sexuale, un subiect considerat înainte prea trivial. La timpul publicării Been There, Done That fiica, Carrie Fisher, comentează: „Mă gândesc să-mi gazez ADN-ul.”
Întrebată despre faimosul scandal, Debbie Reynolds a declarat că a putut suporta faptul că a fost înșelată cu „cea mai frumoasă femeie din lume”, referindu-se la Taylor, care-i fusese în trecut prietenă apropiată. Taylor și Reynolds își continuă după un timp prietenia, ridiculizândul de Fisher, bărbatul pe care l-au împărțit, într-un film de televiziune scris de Carrie Fisher, intitulat These Old Broads (2001), unde Fisher este numit Freddie Hunter.
În memoriile sale, Fisher a mărturisit că a fost victima dependeței de droguri și pariuri, adicții care i-au afectat viața profesională.

## Discografie

### Albume
- Eddie Fisher Sings (1952)
- I'm in the Mood for Love (1952/55)
- Christmas with Eddie Fisher (1952)
- Eddie Fisher Sings Irving Berlin Favorites (1954)
- May I Sing to You? (1954/55)
- I Love You (1955)
- Eddie Fisher Sings Academy Award Winning Songs (1955)
- Bundle of Joy (1956)
- As Long as There's Music (1958)
- Scent of Mystery (1960)
- Eddie Fisher at the Winter Garden (1963)
- Eddie Fisher Today! (1965)
- When I Was Young (1965)
- Mary Christmas (1965)
- Games That Lovers Play (1966)
- People Like You (1967)
- You Ain't Heard Nothing Yet (1968)
- After All (1984)

### Compilații
- Thinking of You (1957)
- Eddie Fisher's Greatest Hits (1962)
- The Very Best of Eddie Fisher (1988)
- All Time Greatest Hits Vol.1 (1990)
- Eddie Fisher – Greatest Hits (2001)